# Chioninia vaillantii
Chioninia vaillantii (сцинк Вайяна) — вид сцинкоподібних ящірок родини сцинкових (Scincidae). Ендемік Кабо-Верде. Вид названий на честь французького герпетолога Леона Вайяна.

## Підвиди
Виділяють два підвиди:
- Chioninia vaillantii vaillantii (Boulenger, 1887);
- Chioninia vaillantii xanthotis Miralles, Vasconcelos, Perera, Harris & Carranza, 2010.

## Поширення і екологія
Сцинки Стенджера мешкають на островах Фогу і Сантьягу та на острівці Сіма в групі островів Сотавенту. Вони живуть в сухих чагарникових заростях, на хвойних і евкаліптових плантаціях. Ведуть денний спосіб життя. Живородні, всеїдні.

## Збереження
МСОП класифікує цей вид як такий, що перебуває під загрозою зникнення. Chioninia vaillantii загрожує хижацтво з боку інвазивних ссавців.